# الحوية (حبيش)

تعديل مصدري - تعديل

الحوية محلة تابعة لقرية العريفة، التابعة لعزلة جبل عميقة بمديرية حبيش إحدى مديريات محافظة إب في الجمهورية اليمنية، بلغ تعداد سكانها 50 حسب تعداد اليمن لعام 2004.